# Heart of Africa
Heart of Africa est un jeu vidéo d’aventure développé par Ozark Softscape et publié  par Electronic Arts en 1985 sur Commodore 64. Le jeu est similaire à  The Seven Cities of Gold, développé par le même studio et publié en 1984. Le joueur y incarne un aventurier voyageant à travers l’Afrique à la recherche d’une mystérieuse pyramide. Pour cela, il doit commercer avec les autochtones et faire preuve de diplomatie pour obtenir des renseignements,.